# 极限环

稳定极限环以及相应的庞加莱映射

在数学中，特别是在动态系统理论里，极限环是相空间里的一条闭合的（周期性的）轨迹，使得至少另一个轨迹会随自变量（如时间{\displaystyle t}）变化而逐渐逼近它（在自变量趋于正无穷或负无穷的时候）。极限环是非线性系统特有的现象，线性系统可以有周期解（如简谐振动），但不存在极限环。在实数轴上的一维自洽系统不存在周期解，故只有二维以上或非自洽系统才会有极限环。
稳定的极限环会导致持续振荡的情况：若一开始轨迹是极限环，则关于轨迹的任意的小扰动都会导致系统重新回到极限环的状态。故稳定的极限环是一种吸引子。

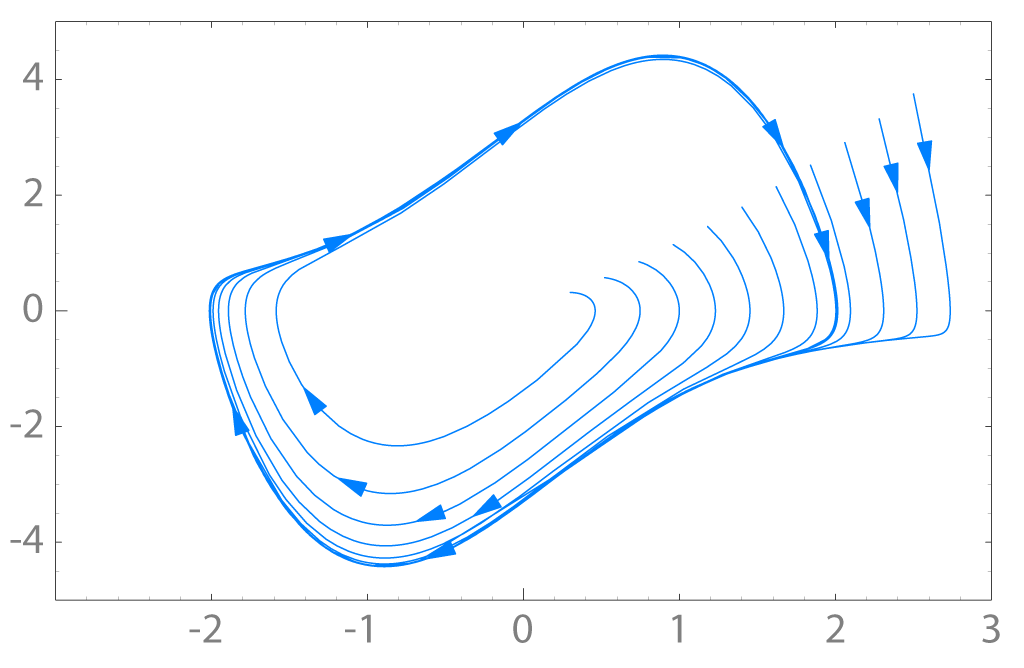
范德波尔振子的稳定极限环。如图中所示，不同的初始状态最终都收敛到极限环。因此，这个系统能够维持逐渐减弱的振荡。

## 定义
对一个动态系统自变量{\displaystyle t\in \mathbb {R} }和状态变量{\displaystyle x\in \mathbb {R} ^{n}}。若该系统的解{\displaystyle x(t)}不经过平衡点，但存在{\displaystyle T>0}使得{\displaystyle x(t)=x(t+T)}对任意{\displaystyle t}成立，则{\displaystyle x(t)}是一条封闭的轨道，或周期解。
如果当时间t {\displaystyle \rightarrow +\infty } 时，所有的邻近轨迹都趋近于极限环，那么所在的流形被称为稳定的，或者称极限环是稳定的（吸引的）。反之，如果 t {\displaystyle \rightarrow +\infty } 时，所有的邻近轨迹都远离于极限环，那么称流形是不稳定的或者极限环是不稳定的（非吸引的）。在所有其它情况下，流形既不是稳定也不是不稳定的。

## 存在性和个数
多项式型的微分方程的极限环个数是希尔伯特第十六问题第二部分的主要目标。
对于二维非线性微分方程组，本迪克森准则和庞加莱-本迪克松定理给出极限环存在（或不存在）的条件，而极限环个数或分布则是尚未得到解决的问题。